# Linum comptonii
Linum comptonii är en linväxtart som beskrevs av C.M. Rogers. Linum comptonii ingår i släktet linsläktet, och familjen linväxter. Inga underarter finns listade i Catalogue of Life.